# Park Four Freedoms
Park Four Freedoms – park znajdujący się na wyspie Roosevelt Island na East River w Nowym Jorku.
Park powstał w 2012 roku według projektu Louisa Kahna z lat 70. XX wieku. Park ma upamiętniać przemówienie prezydenta Roosevelta z 1941 roku wzywającego do budowy świata opartego na wolności słowa i wyznania oraz wolności od strachu i biedy.